# G-клетка

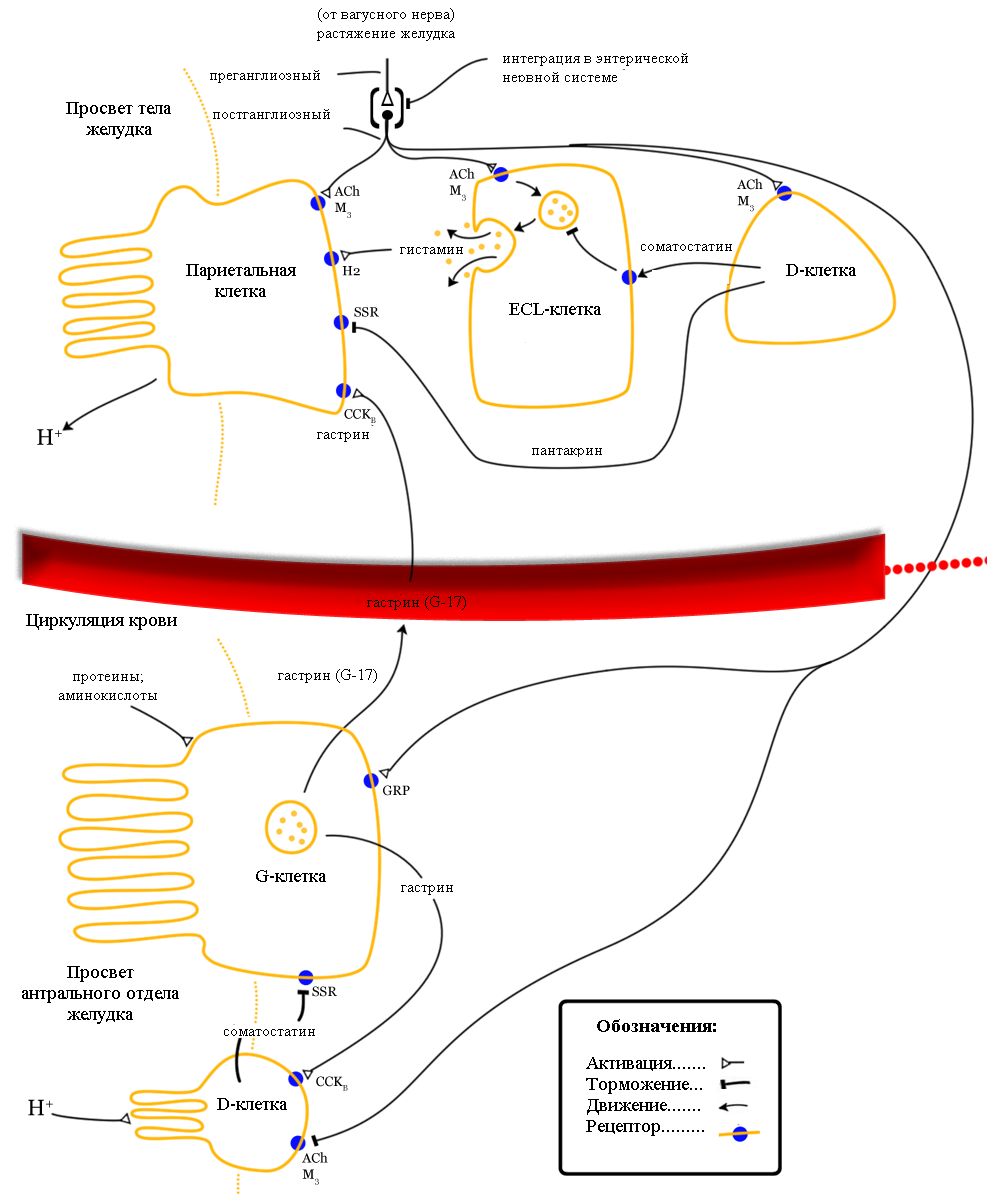
Место G-клеток в регуляции секреции соляной кислоты в желудке

G-клетки — эндокринные клетки слизистой оболочки желудочно-кишечного тракта, секретирующие гастрин.
G-клетки относятся к апудоцитам и входят в состав гастроэнтеропанкреатической эндокринной системы, которая является частью диффузной эндокринной системы (синоним АПУД-система).

## Локализация
G-клетки, в основном, располагаются в антральной части желудка. В меньшей степени они представлены в двенадцатиперстной кишки, в проксимальной её части. У человека число G-клеток в 1 мм² пилорического отдела желудка примерно 220—490, в луковице двенадцатиперстной кишки 6 — 76. G-клетки составляют 26 % от всех нейроэндокринных клеток желудка здорового человека.
В теле желудка и в области дна желудка G-клетки отсутствуют. G-клетки в небольшом количестве обнаружены в тощей кишке и поджелудочной железе.

## Функции
G-клетки желудка и двенадцатиперстной кишки вырабатывают гастрин нескольких изоформ. Через кровеносную систему гастрин или непосредственно воздействует на париетальные клетки, или опосредованно, через стимулирование выработки ECL-клетками гистамина и усиливает секрецию соляной кислоты и пепсиногена. Кроме того, гастрин усиливает секрецию поджелудочной железы, стимулирует моторику желудка, тонкой и толстой кишок и желчного пузыря.
G-клетки имеют мембранные рецепторы, открытые в просвет желудочно-кишечного тракта. С этой стороны они стимулируются пептидными компонентами недопереваренной пищи, а также аминокислотами, соединениями кальция. Жиры и углеводы стимулируют G-клетки в значительно меньшей степени. Важным для секреции гастрина фактором является величина кислотности, которая должна быть в пределах от 5 до 7 рН. Стимуляторами секреции гастрина являются холецистокинин и ацетилхолин.
Ингибиторами, тормозящими секрецию гастрина, являются соматостатин, а также кислотность желудочного содержимого меньшая 5 рН. При кислотности ниже 1,7 рН секреция гастрина подавляется полностью.

## Гиперплазия G-клеток
При гиперплазии G-клеток образуется гастринома — доброкачественная или злокачественная опухоль, локализующаяся в поджелудочной железе, двенадцатиперстной или тощей кишке, или даже в перипанкреатических лимфатических узлах, в воротах селезёнки или стенке желудка. Эта опухоль вырабатывает большее количество гастрина, возникает гипергастринимия, которая, через механизм стимуляции париетальных клеток, является причиной чрезмерной продукции соляной кислоты и пепсина. В нормальной ситуации G-клетки под воздействием соляной кислоты тормозят выработку гастрина, но на G-клетки гастрино́м фактор кислотности не влияет. В результате развиваются множественные пептические язвы желудка, двенадцатиперстной или тощей кишки. Секреция гастрина гастриномами особенно резко усиливается после приема пищи.
Клиническое проявление гипергастринимии — синдром Золлингера — Эллисона (1-го типа).

## История
Впервые G-клетки были обнаружены E. Solcia в антральной части желудка в 1967 году. Solcia предполагал, что G-клетки могут секретировать гастрин. McGuigan с помощью прямой иммунофлюоресценции определил, что в G-клетках имеется гастрин.